# 4804 Pasteur
4804 Pasteur (1989 XC1) là một tiểu hành tinh vành đai chính được phát hiện ngày 2 tháng 12 năm 1989 bởi E. W. Elst ở La Silla.